# Villablino
Villablino (asztur-leóni nyelven Viḷḷablinu) település Spanyolországban, León tartományban. Lakosainak száma 7709 fő (2024).

## Földrajza
Villablino Cabrillanes, Murias de Paredes, Palacios del Sil, Degaña, Cangas del Narcea és Somiedo községekkel határos.

## Népesség
A település lakosságának változását az alábbi diagram mutatja:
| Lakosok száma | 13 789 | 12 212 | 11 168 | 10 660 | 10 220 | 9784 | 9150 | 8620 | 8086 | 7709 |
|               | 2001   | 2004   | 2007   | 2009   | 2012   | 2014 | 2017 | 2019 | 2022 | 2024 |